# ドラマ家族模様
ドラマ家族模様（ドラマかぞくもよう）は、2000年度にNHK総合テレビで毎週金曜日の21:15 - 21:58(JST)に放送されていた連続ドラマ枠のことである。
従来、NHKは金曜日放送のドラマとして20時の枠で金曜時代劇を放送していた。しかし2000年度の大改編により、ニュース番組枠であった21時台のうち金曜日を現代劇の「ドラマ家族模様」枠とし、時代劇枠を月曜日の同時間帯に移して「時代劇ロマン」枠とした。次の2001年度からは、この枠を入れ替えて月曜日を現代劇の「月曜ドラマシリーズ」、金曜日を「金曜時代劇」としたため、「家族模様」枠は2000年度限りとなった。

## 放送作品
2000年
- 晴れ着ここ一番[1]
- なごや千客万来[2][3]
- 素顔のときめき[4]
- マッチポイント![5]

2001年
- バブル[6]